# Kabinett Shinzō Abe IV (2. Umbildung)
Das zum zweiten Mal umgebildete vierte Kabinett Abe (jap. 第4次安倍第2次改造内閣, daiyoji Abe dainijikaizō naikaku) regierte Japan unter dem Vorsitz von Premierminister Shinzō Abe vom 11. September 2019 bis zum Rücktritt am 16. September 2020. Bei der Senatswahl im Juli 2019 hatte die Regierungskoalition aus Liberaldemokratischer Partei (LDP) und Kōmeitō ihre absolute Mehrheit unter leichten Verlusten behaupten können. Die LDP verlor dabei jedoch ihre absolute Mehrheit, sodass die Koalition für die sichere Gesetzgebungsmehrheit der Regierung wieder nötig war.
Dem Kabinett gehörten ausschließlich Abgeordnete aus dem nationalen Parlament an, 18 aus dem Abgeordnetenhaus und zwei aus dem Senat. Zwei Ministerposten wurden mit Frauen besetzt; nach dem Rücktritt von Justizminister Kawai trat dem Kabinett mit Masako Mori eine dritte Frau bei. Neben Abe behielten Vizepremier Asō und Chefkabinettssekretär Suga ihre Ressorts und damit so wenige Minister wie nie zuvor unter Abe. 13 der neuen Kabinettsmitglieder waren vorher noch nie Minister gewesen. Auch im LDP-Vorstand gab es Veränderungen, u. a. wurde der bisherige Exekutivratsvorsitzende Katsunobu Katō, der in die Regierung wechselte, vom bisherigen Olympiaminister Shun’ichi Suzuki abgelöst.
Das Kabinett war das erste, das von Kaiser Naruhito ernannt wurde, der seit Beginn der Reiwa-Zeit im Mai 2019 amtiert.
Am 28. August 2020 verkündete Abe aus gesundheitlichen Gründen seinen Rücktritt. Bei der folgenden Wahl des LDP-Vorsitzenden am 14. September setzte sich Chefkabinettssekretär Suga gegen Fumio Kishida und Shigeru Ishiba durch. Das zum zweiten Mal umgebildete vierte Kabinett Abe trat am 16. September geschlossen zurück und wurde vom Kabinett Suga abgelöst.

## Minister
| Ministerressort | Weitere Aufgaben | Minister                               | Bild                | Parlamentsmandat (Kammer, Wahlkreis, Fraktion) | Faktion   |
| --- | --- | -------------------------------------- | ------------------- | ---------------------------------------------- | --------- |
| Premierminister | – | Shinzō Abe                             | Shinzō Abe          | Abg., Yamaguchi 4, LDP                         | (Hosoda)  |
| Finanzen Besondere Aufgaben (Finanzsektor)                                                                                   | „Überwindung der Deflation“ (defure dakkyaku) 1. Vertreter des Premierministers (Vizepremier) | Tarō Asō                               | Tarō Asō            | Abg., Fukuoka 8, LDP                           | Asō       |
| Allgemeine Angelegenheiten Besondere Aufgaben (My-Number-System)                                                             | 4. Vertreterin des Premierministers | Sanae Takaichi                         | Sanae Takaichi      | Abg., Nara 2, LDP                              | –         |
| Justiz | – | Katsuyuki Kawai (bis 31. Oktober 2019) | Katsuyuki Kawai     | Abg., Hiroshima 3, LDP                         | –         |
| Justiz | – | Masako Mori (ab 31. Oktober 2019)      | Masako Mori         | Sen. (Klasse von 2019), Fukushima, LDP         | Hosoda    |
| Auswärtige Angelegenheiten                                                                                                   | 3. Vertreter des Premierministers | Toshimitsu Motegi                      | Toshimitsu Motegi   | Abg., Tochigi 5, LDP                           | Takeshita |
| Kultus und Wissenschaft | „Bildungserneuerung“ (kyōiku saisei) | Kōichi Hagiuda                         | Kōichi Hagiuda      | Abg., Tokio 24, LDP                            | Hosoda    |
| Soziales und Arbeit | „Reform der Arbeitsweise“ (hatarakikata kaikaku) [Regierungsinitiative zur Beschränkung extrem langer Arbeitszeiten] | Katsunobu Katō                         | Katsunobu Katō      | Abg., Okayama 5, LDP                           | Takeshita |
| Land-, Forst- und Fischereiwirtschaft                                                                                        | – | Taku Etō                               | Taku Etō            | Abg., Miyazaki 2, LDP                          | –         |
| Wirtschaft und Industrie Besondere Aufgaben (Organisation für Atomkraftentschädigungen & Reaktorstillegung)                  | „Wettbewerbsfähigkeit der Industrie“ (sangyō kyōsōryoku) „Wirtschaftliche Zusammenarbeit mit Russland“ (Roshia keizai bun’ya kyōryoku) „Expo 2025“ (2025 kokusai hakurankai) „wirtschaftliche Schäden durch Atomkraft“ (genshiryoku keizai higai) | Isshū Sugawara (bis 25. Oktober 2019)  | Isshū Sugawara      | Abg., Tokio 9, LDP                             | –         |
| Wirtschaft und Industrie Besondere Aufgaben (Organisation für Atomkraftentschädigungen & Reaktorstillegung)                  | „Wettbewerbsfähigkeit der Industrie“ (sangyō kyōsōryoku) „Wirtschaftliche Zusammenarbeit mit Russland“ (Roshia keizai bun’ya kyōryoku) „Expo 2025“ (2025 kokusai hakurankai) „wirtschaftliche Schäden durch Atomkraft“ (genshiryoku keizai higai) | Hiroshi Kajiyama (ab 25. Oktober 2019) | Hiroshi Kajiyama    | Abg., Ibaraki 4, LDP                           | –         |
| Land und Verkehr | „Maßnahmen zum Wasserkreislauf“ (mizujunkan seisaku) | Kazuyoshi Akaba                        | Kazuyoshi Akaba     | Abg., Hyōgo 2, Kōmeitō                         | –         |
| Umwelt Besondere Aufgaben (Atomkraftkatastrophenschutz)                                                                      | – | Shinjirō Koizumi                       | Shinjirō Koizumi    | Abg., Kanagawa 11, LDP                         | –         |
| Verteidigung | 5. Vertreter des Premierministers | Tarō Kōno                              | Tarō Kōno           | Abg., Kanagawa 15, LDP                         | Asō       |
| Chefkabinettssekretär | „Verringerung der Last der Stützpunkte in Okinawa“ (Okinawa kichi futan keigen) „Entführungsproblem“ (rachi mondai) [siehe Entführungen japanischer Staatsbürger durch die DVRK] 2. Vertreter des Premierministers                                | Yoshihide Suga                         | Yoshihide Suga      | Abg., Kanagawa 2, LDP                          | –         |
| Wiederaufbau | „umfassende Erholung vom Atomkraftunfall von Fukushima“ (Fukushima gempatsu jiko saisei sōkatsu) | Kazunori Tanaka                        | Kazunori Tanaka     | Abg., Kanagawa 10, LDP                         | Asō       |
| Nationale Kommission für Öffentliche Sicherheit Besondere Aufgaben (Katastrophenschutz)                                      | „Stärkung der Zähigkeit des Landes“ (kokudo kyōjinka) [Regierungsprogramm zur Katastrophenschutzinfrastruktur] „nationaler öffentlicher Dienst“ (kokka kōmuin seido) „Verwaltungsreform“ (gyōsei kaikaku)                                         | Ryōta Takeda                           | Ryōta Takeda        | Abg., Fukuoka 11, LDP                          | Nikai     |
| Besondere Aufgaben (Okinawa & Nordgebiete; Verbraucher & Lebensmittelsicherheit; Geburtenrückgang; Maritime Angelegenheiten) | „Aktivierung aller 100 Millionen“ (ichi-oku-sō-katsuyaku) [Regierungsprogramm zur ökonomischen und gesellschaftlichen Stabilität im demographischen Wandel] „Territorialkonflikte“ (ryōdo mondai)                                                 | Seiichi Etō                            | Seiichi Etō         | Sen. (Klasse von 2019), national, LDP          | Nikai     |
| Besondere Aufgaben (Regionalbelebung; Deregulierung)                                                                         | „Aktivierung von Stadt, Mensch, Arbeit“ (machi, hito, shigoto sōsei) | Seigo Kitamura                         | Seigo Kitamura      | Abg., Nagasaki 4, LDP                          | Kishida   |
| Besondere Aufgaben (Wirtschafts- & Fiskalpolitik)                                                                            | „Wirtschaftserneuerung“ (keizai saisei) „integrierte Reform von Sozialsicherungssystem & Steuern“ (shakai hoshō・zei ittai kaikaku) | Yasutoshi Nishimura                    | Yasutoshi Nishimura | Abg., Hyōgo 9, LDP                             | Hosoda    |
| Besondere Aufgaben (Cool-Japan-Strategie; Förderung des geistigen Eigentums; Wissenschaft & Technologie; Raumfahrt)          | IT-Politik (jōhō tsūshin gijutsu (ai-tī) seisaku) | Naokazu Takemoto                       | Naokazu Takemoto    | Abg., Osaka 15, LDP                            | Kishida   |
| Besondere Aufgaben (Geschlechtergleichstellung)                                                                              | Olympische & Paralympische Spiele Tokio (Tōkyō orimpikku kyōgi taikai・Tōkyō pararimpikku kyōgi taikai) „Aktivierung von Frauen“ (josei katsuyaku) [siehe Abenomics bzw. „Womenomics“]                                                            | Seiko Hashimoto                        | Seiko Hashimoto     | Sen. (Klasse von 2019), national, LDP          | Hosoda    |

## Rücktritte
- Wirtschaftsminister Sugawara trat am 25. Oktober 2019 über einen Verstoß gegen das Wahlkampfgesetz zurück. Er hatte in der vorherigen Woche über seinen Sekretär „Kondolenzgeld“ an die Angehörigen eines verstorbenen Wählers überreichen lassen.[4]
- Justizminister Kawai trat am 31. Oktober 2019 ebenfalls über Verstöße gegen das Wahlkampfgesetz zurück. Seine Ehefrau Anri Kawai, die für die LDP bei der Senatswahl im Juli 2019 im Wahlkreis der Präfektur Hiroshima gewählt worden war, hatte sich über der gesetzlichen Bestimmung befindliche Geldbeträge an Angestellte ihres Wahlkampfteams gezahlt. Gegen Justizminister Kawai selbst wurde der Vorwurf erhoben, sein Sekretär hätte im Oktober Geschenke an potenzielle Wähler überreicht.[5]